# 科隆比耶 (上索恩省)
科隆比耶（法語：Colombier，法語發音：[kɔlɔ̃bje] ⓘ）是法国上索恩省的一个市镇，属于沃苏勒区。

## 地理
科隆比耶（47°39'50"N, 6°12'38"E）面积13.91 平方千米，位于法国勃艮第-弗朗什-孔泰大區上索恩省，该省份为法国东部内陆省份，北起顺时针与孚日省、贝尔福地区省、杜省、汝拉省、科多尔省和上马恩省接壤。
与科隆比耶接壤的市镇（或旧市镇、城区）包括：孔贝尔容、库勒翁、弗拉日、蒙塞、索村、拉维勒讷沃-贝勒努瓦和拉迈兹、维勒帕鲁瓦。

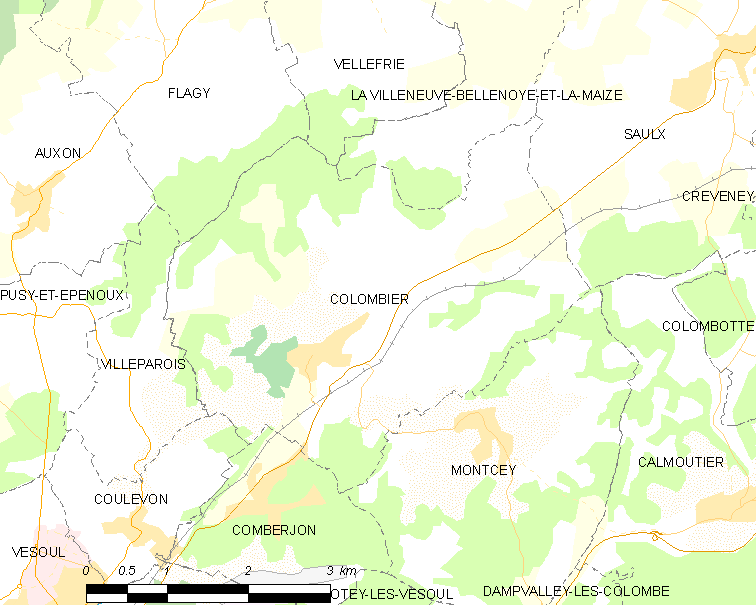
的OSM定位图

科隆比耶的时区为UTC+01:00、UTC+02:00（夏令时）。

## 行政
科隆比耶的邮政编码为70000，INSEE市镇编码为70163。

## 政治
科隆比耶所属的省级选区为沃苏勒第二县。

## 人口

1962-2008年间人口变化图示

科隆比耶于2022年1月1日时的人口数量为438人。